# Ctenodiplosis elongata
Ctenodiplosis elongata är en tvåvingeart som beskrevs av Jean-Jacques Kieffer 1913. Ctenodiplosis elongata ingår i släktet Ctenodiplosis och familjen gallmyggor.
Artens utbredningsområde är Kenya. Inga underarter finns listade i Catalogue of Life.